# Ctenota molitrix
Ctenota molitrix är en tvåvingeart som beskrevs av Friedrich Hermann Loew 1873. Ctenota molitrix ingår i släktet Ctenota och familjen rovflugor. Inga underarter finns listade i Catalogue of Life.